# Direct Soir
 (septembre 2010).
Si vous disposez d'ouvrages ou d'articles de référence ou si vous connaissez des sites web de qualité traitant du thème abordé ici, merci de compléter l'article en donnant les références utiles à sa vérifiabilité et en les liant à la section « Notes et références ».
Direct Soir était un journal gratuit français sur l'actualité people, médiatique et culturelle, qui a paru entre 2006 et 2010. Il faisait partie du Groupe Bolloré.

## Histoire
Direct Soir est lancé et développé par Vincent Bolloré grâce à une association des groupes La Vie-Le Monde et Bolloré Média. C'est le premier titre lancé par cette association avant Direct Matin (anciennement Matin Plus), un quotidien d'information gratuit sorti le 6 février 2007.
Ces deux titres gratuits sont déficitaires : 40 millions d'euros en 2007 et 25 millions prévus pour 2008.
Direct Soir est diffusé la première fois le 6 juin 2006 (en référence au jour du débarquement de Normandie lors de la Seconde Guerre mondiale) puis la diffusion a réellement commencé en septembre 2006. Il s'agit du premier journal gratuit diffusé le soir, à l'inverse de 20 minutes et Metro, diffusés le matin. Une nouvelle formule a été lancée le 1er avril 2008.
Ce journal a été régulièrement critiqué jusqu'en 2009 pour son contenu jugé trop peu journalistique et trop orienté vers la communication politique du pouvoir en place, au service du président de la République.
Après avoir été un journal d'information généraliste à son lancement, le journal a changé de format : il n'évoque plus que l'actualité people, médiatique et culturelle dans sa nouvelle formule lancée le 6 septembre 2010[réf. nécessaire].
Depuis fin 2010 (dernier numéro le 22 décembre 2010), la diffusion quotidienne du journal est suspendue. La déclinaison du vendredi consacrée au sport (Direct Sport) se poursuit à un rythme hebdomadaire. Une nouvelle édition thématique Direct Femme a été lancée le 24 mars 2011, elle parait désormais le jeudi, avec une périodicité qui reste à définir (en mai 2011 toutes les trois semaines).

## Critique
Selon le journaliste Thomas Deltombe, Direct Soir et Matin plus ont été utilisés par le groupe Bolloré pour favoriser ses contrats en Afrique : « Profitant de l’ignorance quasi générale et du désintérêt presque total pour les pays africains, Matin plus et Direct soir soignent l’image des chefs d’États amis, qui, manquant pour la plupart de légitimité électorale, ne se maintiennent au pouvoir que par la répression interne et la propagande d’exportation. Avec son pôle médiatico-publicitaire, Bolloré leur offre, dans cette guerre silencieuse, une arme de choix. »

### Identité visuelle

Logo au lancement en 2006.
Logo depuis le 8 septembre 2010.

### Slogan
- « Premier quotidien gratuit du soir »
- « Sortez du quotidien »

## Diffusion
Il a été diffusé dans plusieurs agglomérations françaises dont :
- Aix-en-Provence et Vitrolles
- Avignon
- Bordeaux (Pessac, Talence, etc.)
- Lille, Roubaix, Tourcoing et Villeneuve-d'Ascq
- Lyon, Villeurbanne
- Marseille
- Nancy
- Nantes
- Paris et Saint-Denis
- Rennes
- Saint-Étienne
- Strasbourg
- Toulon
- Toulouse